# Agabus crypticoides
Agabus crypticoides är en skalbaggsart som beskrevs av Régimbart 1895. Agabus crypticoides ingår i släktet Agabus och familjen dykare. Inga underarter finns listade i Catalogue of Life.